# 最佳伙扮
《最佳伙扮》（英語：Young & Fabulous），2016年上映的一部Cosplay及成人礼主题的新加坡喜剧电影，由Michael Woo和Joyce Lee执导，馮偉衷、陈伟恩、朱主爱、葛米星、程旭辉、权怡凤、徐鸣杰等人主演。该电影曾在新加坡、马来西亚、印度尼西亚和越南等地上映。